# バレストリーノ
バレストリーノ(イタリア語: Balestrino)は、イタリア共和国リグーリア州サヴォーナ県にある、人口約500人の基礎自治体（コムーネ）。

## 地理

### 位置・広がり

#### 隣接コムーネ
隣接するコムーネは以下の通り。
- カステルヴェッキオ・ディ・ロッカ・バルベーナ
- チェリアーレ
- チザーノ・スル・ネーヴァ
- トイラーノ
- ズッカレッロ

### 地震分類
イタリアの地震リスク階級 (it) では、3 に分類される
。

## 行政

### 分離集落
バレストリーノには、以下の分離集落（フラツィオーネ）がある。
- Bergalla, Borgo, Cuneo, Poggio